# 푸틴 라페

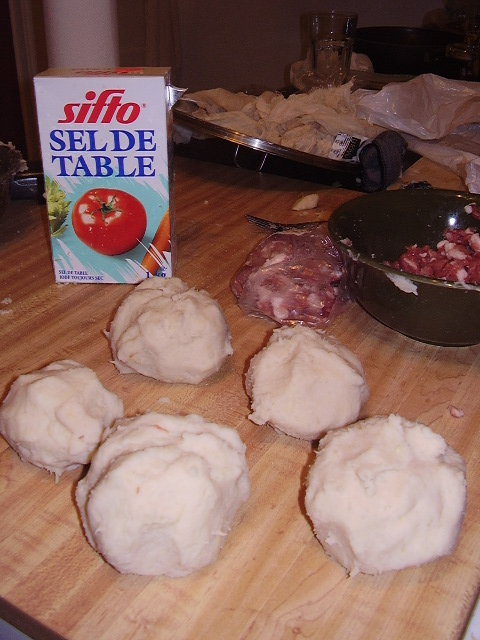
삶기 전의 푸틴 라페

푸틴 라페(Poutine râpée)는 캐나다 아카디아 음식으로 일종의 덤플링이다. 감자로 피를 만들고 속을 돈육으로 채운다.

## 같이 보기
- 체펠리나이
- 크롭카카